# Sarie Marais
Sarie Marais (noto altresì come My Sarie Marais e pronunciato alla francese (sari maré) è un canto tradizionale afrikaans, scritto durante la prima o forse la seconda Guerra Boera. La musica risale forse ad un canto della guerra civile americana chiamato Ellie Rhee (a sua volta forse versione tradizionale folk di una canzone folk intitolata Foggy Dew), con parole tradotte in afrikaans.
Nella sua traduzione italiana, il canto inizia così: "La mia Sarie Marais è così lontana dal mio cuore ma spero di poterla rivedere. Lei viveva vicino al fiume Mooi prima che questa guerra iniziasse..."; il ritornello dice: "Oh, fammi tornare al mio vecchio Transvaal, dove vive la mia Sarie, giù tra i campi di mais vicino alla verde acacia, dove vive la mia Sarie Marais." Continua con riferimenti al timore di esser trasferito lontano, "al di là del mare" (e in effetti fu così per i boeri, confinati dalle autorità britanniche nel primo campo di concentramento del mondo).
La melodia fu adottata nel 1953 come marcia ufficiale dei marines dell'Esercito Britannico e viene suonata dopo la Marcia del Reggimento nelle cerimonie ufficiali. Anche la Scuola Militare Francese Interforze ha adottato il canto, nella sua traduzione in francese.
Il canto è stato interpretato da Jim Reeves e Kenneth McKellar in afrikaans.